# Ауґустинув (Кольський повіт)
Ауґустинув (пол. Augustynów) — село в Польщі, у гміні Домб'є Кольського повіту Великопольського воєводства.
Населення — 139 осіб (2011).
У 1975—1998 роках село належало до Конінського воєводства.

## Демографія
Демографічна структура станом на 31 березня 2011 року:
|          | Загалом | Допрацездатний вік | Працездатний вік | Постпрацездатний вік |
| -------- | ------- | ------------------ | ---------------- | -------------------- |
| Чоловіки | 63      | 10                 | 45               | 8                    |
| Жінки    | 76      | 15                 | 46               | 15                   |
| Разом    | 139     | 25                 | 91               | 23                   |